# قبيلة أفشار
الأفشار (الأذرية: Əfşar افشار؛ التركية: Avşar Afşar، التركمانية: Owşar اوْوشار؛ الفارسية: افشار, رومنة: Afshār) هي قبيلة من أصل الأتراك الأوغوزية (الغزية) انقسمت إلى عدة مجموعات في إيران وتركيا وأفغانستان.
أفشار يعني "مطيع". وفقًا لرشيد الدين الهمداني، فإن أفشار، مؤسس القبيلة الذي يحمل نفس الاسم، كان ابنًا يلديز خان، الابن الثالث لأوغوز خان. خلال الفتوحات السلجوقية في القرن الحادي عشر، انتقلوا من آسيا الوسطى إلى الشرق الأوسط. اشتهروا في التاريخ بكونهم إحدى قبائل القزلباش التي ساعدت في تأسيس سلالة الصفويين في إيران، وبكونهم مصدر سلالة الأفشاريين في إيران. نادر شاه، الذي أصبح ملكًا لإيران في عام 1736، كان من عشيرة قرخلو (الفارسية: قرخلو) من الأفشاريين. كان مؤسسو الدولة الكرميانيّة، وخانات الخلخال أيضًا من أصل أفشار. ربما كان مؤسس الدولة القرمانية من أصل أفشاري أيضًا.
اليوم، يسكن الأفشار بشكل رئيس في إيران، حيث يظلون مجموعة بدوية إلى حد كبير. يتم تصنيفهم بشكل مختلف كفرع من الأذربيجانيين أو التركمان (مصطلح عام شائع يستخدم للأشخاص من أصل الأتراك الأوغوزية (الغزية) مثل السلاجقة والعثمانيين والصفويين).

كان نادر شاه أفشار ينتمي إلى شعب أفشار.

## شخصيات بارزة
- أي تغدي [الإنجليزية]
- جنيد أيدين ، حاكم سميرنا
- نادر شاه ، مؤسس سلالة أفشاريد
- نور صوفي [الإنجليزية] مؤسس القرمانيين
- ذو الفقار خان أفشار [الإنجليزية]، مؤسس خانات زنجان
- دادال أوغلو [الإنجليزية]، عاشق تركي
- كاظم كارابكر ، جنرال تركي، سياسي
- يوسف هلاج أوغلو [الإنجليزية] ، مؤرخ وسياسي تركي
- دين محمد كان مسافرًا وجنديًا وجراحًا ورجل أعمال.

## طالع أيضًا
- عشيرة جافانشير [الإنجليزية]
- الأتراك الإيرانيون [الإنجليزية]
- سجاد أفشار [الإنجليزية]

## ملحوظات
1. ↑  Potter، Lawrence G. (2014). Sectarian Politics in the Persian Gulf. Oxford University Press. ص. 290. ISBN:978-0-19-937726-8. مؤرشف من الأصل في 2023-04-06. اطلع عليه بتاريخ 2023-01-14.
2. ↑  Stöber 2010، "As they were embedded in a Fārsī-speaking environment, however, in many cases Fārsī became the mother tongue of the Afshārs".
3. ↑  Adnan Menderes Kaya, "Avşar Türkmenleri", Dadaloğlu Eğitim, Kültür, Sosyal Yardımlaşma ve Dayanışma Derneği, 2004; (ردمك 9755691499)
4. 1 2 3 4  Stöber 2010.
5. ↑  Oberling 1984، صفحات 582-586.
6. ↑  Oberling، P. (28 يوليو 2011) [December 15, 1984]. "Afšār". Encyclopaedia Iranica. مؤرشف من الأصل في 2021-04-13. اطلع عليه بتاريخ 2011-11-23.
7. ↑  Leiser، Gary؛ Koprulu، Fuat (1992). Origins of the Ottoman Empire. ص. 37. ISBN:9781438410432.
8. ↑  Bulookbashi & Negahban 2008.
9. ↑  "Азербайджанцы / Большая советская энциклопедия". gatchina3000.ru. مؤرشف من الأصل في 2012-09-06. اطلع عليه بتاريخ 2019-06-07.
10. ↑  Lockhart, L., "Nadir Shah: A Critical Study Based Mainly upon Contemporary Sources", London: Luzac & Co., 1938, 21 :"Nadir Shah was from a Turkmen tribe and probably raised as a Shiʿa, though his views on religion were complex and often pragmatic"